# Patania accipitralis
Patania accipitralis is een vlinder uit de familie van de grasmotten (Crambidae). De wetenschappelijke naam van deze soort werd in 1866 als Botys accipitralis gepubliceerd door Francis Walker.
Deze soort komt voor in Indonesië (Molukken).